# 沙赫德航空工业公司
沙赫德航空工業公司（波斯語：صنایع هوایی شاهد）是一家伊朗航空工業公司，主力設計、研發及生產直升飛機和無人機。目前已知於伊斯法罕設有一處研究中心。

## 公司产品
- Shahid 121，无人侦察机
- Shahid 123，
- Shahid 125，是伊朗的一种无人驾驶飞行器（UAV），是包括沙赫德125和沙赫德129在内的无人机家族的一部分。
- Shahid 129，Shahed 129 是伊朗的单引擎无人作战飞行器 (UCAV)。
- Shahid 131，见证者136的外形相同的缩小版无人机，游荡弹药。
- 见证者-136无人机，自杀式无人机，游荡弹药。
- Shahid 141
- Shahid 149
- Shahid 161
- Shahid 171
- Shahid 191
- Shahid 197，伊朗捕获RQ-170后的仿制品。
- Shahid 274，一款由伊朗研制的轻型通用直升机。

- Shahid 278，对 Bell 206 Jet Ranger 逆向工程产品。
- Shahed 285，一种轻型攻击侦察级直升机。